# Cañizal
Cañizal é um município da Espanha na província de Zamora, comunidade autónoma de Castela e Leão, de área 35,3 km² com população de 575 habitantes (2007) e densidade populacional de 16,76 hab/km².

## Demografia
| Variação demográfica do município entre 1991 e 2004 | Variação demográfica do município entre 1991 e 2004 | Variação demográfica do município entre 1991 e 2004 | Variação demográfica do município entre 1991 e 2004 |
| --------------------------------------------------- | --------------------------------------------------- | --------------------------------------------------- | --------------------------------------------------- |
| 1991                                                | 1996                                                | 2001                                                | 2004                                                |
| 691                                                 | 656                                                 | 635                                                 | 592                                                 |